# Twilight's Last Gleaming (película)
Twilight's Last Gleaming (Alerta: Misiles en España, El día que estalló el infierno en Argentina y Ultimátum nuclear en México) es una película de suspenso de 1977 dirigida por Robert Aldrich y protagonizada por Burt Lancaster, Richard Widmark y Roscoe Lee Browne.

## Argumento
El general Lorenzo Dell es un hombre tiene una personalidad propia como aquellos que han salido vivos de una guerra. La experiencia de haber pasado por una cárcel de prisioneros en Vietnam ha hecho que su caracter se convierta en algo bastante amargo. Vive con la esperanza de que su gobierno dé un día la cara sobre lo ocurrido en el sudeste de Asia y de esta manera conseguir que su país pueda volver a estar tan unido como antes.
Cuando Dell se mete un día en líos que le conducen directamente a la cárcel, por ser acusado de homicidio en Montana, él conoce allí a tres presidiarios a los que convence para escapar de la cárcel con él. Dell y sus compañeros ocupan entonces una base militar y amenazan con lanzar los misiles atómicos de ese lugar a la Unión Soviética si no se les concede la impunidad, se les paga cien millones de dólares y se destapa toda la verdad sobre la guerra de Vietnam a través de un comunicado escrito por el propio presidente Nixon.

## Reparto
| Actor                | Personaje                                     |
| -------------------- | --------------------------------------------- |
| Burt Lancaster       | General Lawrence Dell                         |
| Roscoe Lee Browne    | James Forrest                                 |
| Joseph Cotten        | Arthur Renfrew - Secretario de Estados        |
| Melvyn Douglas       | Zachariah Guthrie                             |
| Charles Durning      | Presidente David T. Stevens                   |
| Richard Jaeckel      | Capitán Stanford Towne                        |
| William Marshall     | William Klinger - Fiscal General              |
| Gerald S. O'Loughlin | General de brigada O'Rourke                   |
| Richard Widmark      | General Martin MacKenzie - Comandante General |
| Paul Winfield        | Willis Powell                                 |

## Producción
Se decidió filmar la película en Baviera, Alemania Occidental, porque en esos tiempos, en los que se hizo la película, los costes de producción allí eran más baratos y también había menos problemas para filmar una película así en ese lugar.
Una vez preparado todo, se empezó a rodar el filme el 24 de febrero de 1976 en Múnich, la capital de Baviera, y terminó antes de lo previsto a mediados de mayo de 1976. La mayor parte del rodaje se hizo en los estudios Munich Bavaria y en un campo a dieciséis millas de esa ciudad.

## Recepción
Hoy en día la película ha sido valorada en portales cinematográficos y por críticos profesionales. En IMDb, con aproximadamente 3800 votos registrados, el filme obtiene una media ponderada de 6,7 sobre 10. En cuanto a Rotten Tomatoes, los más de 500 votos registrados allí le dieron una valoración media de 3,7 de 5. También cabe destacar, que en La Vanguardia el 65 % de los usuarios registrados allí le dan una valoración positiva.